# كليمنت دود
كليمنت دود هو محرر وسياسي أمريكي، ولد في 27 أغسطس 1832، وتوفي في 15 أبريل 1898 في تشارلوت في الولايات المتحدة. نشط حزبياً في الحزب الديمقراطي. وقد انتخب عضو مجلس النواب الأمريكي.